# Kenneth Forbes
Pour les articles homonymes, voir Forbes (homonymie).
Kenneth Keith Forbes (4 juillet 1892 - 25 février 1980) est un peintre et portraitiste canadien. Son œuvre, intitulée Canadian Artillery in action est exposée au musée canadien de la guerre.

## Biographie

### Premières années
Né à Toronto en Ontario, Forbes est le fils de John Colin Forbes (1846-1925) qui est un portraitiste distingué ayant peint les portraits de figures notables tels que William Ewart Gladstone, Henry Campbell-Bannerman et Wilfrid Laurier. L’ultime commande de John Forbes est le portrait d’Édouard VII et la reine Alexandra qui sera détruit dans le feu de la bibliothèque du parlement à Ottawa en 1952.

### Éducation
Forbes étudie à l’École de Newlyn en Cornouailles avec Stanhope Forbes. Sur place, il remporte une bourse d’étude de quatre ans pour le centre Hospitalfield House à Arbroath en Écosse. Il remporte une nouvelle bourse, la Chase Scholarship, à Londres avec une esquisse de portrait sélectionné parmi 19 portraits à être exposés à la Royal Academy. En tout, une douzaine de ses portraits seront exposés dans cette académie.

### Première Guerre mondiale
En 1914, il s’enrôle dans le 10e bataillon des Royal Fusiliers. Blessé et gazé, Forbes cesse les combats avec le rang de second en commandement du 23e bataillon du Machine Gun Corps (en). Après avoir été transféré au commandement du Lord Beaverbrook en 1918, il devient officiellement artiste de guerre. À la fin du conflit, il a obtenu la citation militaire britannique à deux reprises.
D’après un journal de Toronto d’avril 1918, Forbes reçoit une commande de Lord Beaverbrook (Max Aitken) afin de peinturer une série de portraits illustrant le front.
En 1953, il démissionne de la Ontario Society of Artists (en) pour protester contre la reconnaissance et l'attention injustifiées accordée à l’abstrait qui était alors considéré comme de l’art moderne. En 1958, il fait la même chose avec l’Académie royale des arts du Canada pour les mêmes raisons. Il publie plus tard, en 1972un livre court, ‘’Great Art to the Grotesque’’, exprimant son rejet de l’art dit moderne.
Forbes remporte à deux occasions, en 1932 et en 1939, le prix portrait Thomas R. Proctor par le ‘’National Academy of Design’’ de New York (maintenant sous Académie américaine des beaux-arts).

### Dernières années
Fait officier de l’ordre du Canada en 1967 pour ses contributions à l’art des peintures de paysage et de portrait, Forbes meurt à Toronto en février 1980 à l’âge de 87 ans.

## Œuvres
| Titre/sujet                       | Date de création           | Medium            |
| --------------------------------- | -------------------------- | ----------------- |
| The Defence of Sanctuary Wood     | circa 1917                 | Huile sur toile   |
| Caporal William Metcalf V.C.      | circa 1918                 | Huile sur toile   |
| Canadian Artillery in Action      | circa 1918                 | Huile sur canevas |
| Capitaine Melville Millar         | circa 1932 (Prix Prescott) | Huile sur toile   |
| The Connoisseur (Gordon Roy Conn) | 1935                       | Huile sur toile   |
| My Wife and Velazquez             | circa 1939 (Prix Prescott) | Huile sur toile   |
| George Black                      | 1934                       | Huile sur toile   |
| James Langstaff Bowman            | circa 1935                 | Huile sur toile   |
| Pierre-François Casgrain          | circa 1940                 | Huile sur toile   |
| James Allison Glen                | circa 1945                 | Huile sur toile   |
| Gaspard Fauteux                   | 1946                       | Huile sur toile   |
| Robert Borden                     | 1947                       | Huile sur toile   |
| Louis-René Beaudoin               | 1960                       | Huile sur toile   |
| Marcel Lambert                    | 1963                       | Huile sur toile   |
| Richard Bedford Bennett           | 1962                       | Huile sur toile   |
| Sydney John Smith.                | circa 1967                 | Huile sur toile   |